# Xikou (sockenhuvudort i Kina, Zhejiang Sheng, lat 28,43, long 120,72)
Xikou (kinesiska: 溪口, 溪口乡) är en sockenhuvudort i Kina. Den ligger i provinsen Zhejiang, i den östra delen av landet, omkring 210 kilometer söder om provinshuvudstaden Hangzhou. Antalet invånare är 4 261. Befolkningen består av 2 014 kvinnor och 2 247 män. Barn under 15 år utgör 18,0 %, vuxna 15-64 år 55 %, och äldre över 65 år 25,0 %.
Runt Xikou är det tätbefolkat, med 266 invånare per kvadratkilometer. Närmaste större samhälle är Fenglin, 13,0 km söder om Xikou. I omgivningarna runt Xikou växer i huvudsak blandskog.
Genomsnittlig årsnederbörd är 2 185 millimeter. Den regnigaste månaden är juni, med i genomsnitt 368 mm nederbörd, och den torraste är januari, med 71 mm nederbörd.